# Písčiny u Oleška
Písčiny u Oleška este o arie protejată (arie specială de conservare — SAC, sit de importanță comunitară — SCI) din Republica Cehă întinsă pe o suprafață de 28,53 ha, integral pe uscat.

## Localizare
Centrul sitului Písčiny u Oleška este situat la coordonatele 50°28′57″N 14°12′02″E / 50.4825°N 14.200556°E.

## Înființare
Situl Písčiny u Oleška a fost declarat sit de importanță comunitară în aprilie 2005 pentru a proteja un număr necunoscut de specii din flora spontană și fauna sălbatică aflate în arealul zonei. Situl a fost protejat și ca arie specială de conservare în noiembrie 2013.

## Biodiversitate
Situată în ecoregiunea continentală, aria protejată conține 1 habitat natural: Vegetație psamofilă uscată cu pășuni deschise de Corynephorus și Agrostis.
La baza desemnării sitului se află un număr nedeclarat de specii protejate.